# Streifen-Fruchtvampire
Die Streifen-Fruchtvampire (Platyrrhinus) sind eine Fledermausgattung innerhalb der Unterfamilie der Fruchtvampire (Stenodermatinae). Die Gattung umfasst mindestens 15 Arten, die in Mittel- und Südamerika verbreitet sind.

## Beschreibung
Die Streifen-Fruchtvampire sind eine der artenreichsten Gattungen der Blattnasen; sie ähneln stark den anderen Fruchtvampiren; von Kopf bis Schwanz messen die einzelnen Arten durchschnittlich 36–98 mm, sie wiegen von etwa 12 bis 54 g. Die übliche Fellfarben variieren zwischen dunkelbraun und schwarz, die namensgebenden hellem Dorsal- und Gesichtsstreifen sind meist ausgeprägt. Der Dorsalstreifen beginnt zwischen den Ohren und endet an der hinteren Flughaut. Die mittelgroßen Arten zwischen Panama und den Anden ähneln sich sehr stark und sind teils erst vor wenigen Jahren als verschiedene Arten erkannt worden.
Die Zahnformel lautet I2/2 C1/1 P2/2 M3/3 = 32. Die Chromosomenzahl beträgt 2n = 30; FN = 56.
Die Arten der Gattung ernähren sich überwiegend von Früchten, einige Arten fressen zudem Insekten und Nektar. In kleinen Gruppen von drei bis zehn Tieren leben die Streifen-Fruchtvampire in Baumhöhlen, Höhlen, Gebäuden oder in zeltartigen Konstruktionen, die sie durch Bebiss von größeren Blättern erzeugen; ihre Fortpflanzung variiert zwischen lokalen Populationen und Arten, ist in der Regel aber an die regenreichen Perioden des Jahres gebunden.
Die Streifen-Fruchtvampire gehören wie alle Fruchtvampire in ihrem Habitat zu den wichtigsten Samenstreuern für früchtetragende Bäume und spielen damit eine essenzielle Rolle bei der Regeneration des Waldes und der Kolonisierung neuer Flächen durch diese Pflanzen.

### Unterschiede zu verwandten Taxa
Zu unterscheiden von den anderen Fruchtvampiren sind die Streifenfruchtvampire durch das gleichzeitige Auftreten von drei Merkmalen, die zwar einzeln auch bei anderen Gattungen auftreten, zusammen aber aus die Streifen-Fruchtvampire beschränkt sind: 1. das Vorhandensein des Dritten oberen Molars; 2. zwei zusätzliche Tubercula an der Hinterseite des dritten Prämolars und 3. ein Saum von Haar an der Flughaut zwischen den Hinterextremitäten (Uropatagium).

## Verbreitung
Die Gattung ist auf die Neotropis beschränkt, ihre Arten sind von Südmexiko und der Karibik im Norden bis nach Bolivien, Paraguay, Uruguay und Südost-Brasilien im Süden verbreitet. Am Osthang der Anden kommen bis zu vier Arten der Gattung im gleichen Gebiet vor. Haupthabitate sind der tropische Regenwald sowie Bergwälder; vom Meeresniveau bis zu Höhen von über 2250 m.

## Systematik
Bis in die 1990er Jahre war der wissenschaftliche Gattungsname Vampyrops herrschend, wurde aber danach verdrängt. Die Gattung gehört zum ungefähr sieben Gattungen umfassenden Subtribus Vampyressina der Fruchtvampire, in der die monotypische Gattung Vampyrodes ein Schwestertaxon zu den Streifen-Fruchtvampiren bildet. Innerhalb der Gattung gibt es drei größere Artgruppen, entwicklungsgeschichtlich ist Platyrrhinus lineatus am weitesten von allen anderen Arten getrennt; danach folgte eine Trennung einer amazonischen (Platyrrhinus helleri, Platyrrhinus matapalensis, Platyrrhinus recifinus, Platyrrhinus brachycephalus) und einer Anden-Klade (Platyrrhinus albericoi, Platyrrhinus aurarius, Platyrrhinus dorsalis, Platyrrhinus infuscus, Platyrrhinus ismaeli, Platyrrhinus masu, Platyrrhinus nigellus und Platyrrhinus vittatus). Von den 15 allgemein anerkannten Arten gelten 2009 elf als nicht gefährdet, Platyrrhinus matapalensis als gering gefährdet (Near Threatened), Platyrrhinus ismaeli als gefährdet (Vulnerable) und Platyrrhinus chocoensis als stark gefährdet (Endangered), während für Platyrrhinus umbratus nicht genug Daten für eine Einschätzung vorliegen (Data Deficient).
- Platyrrhinus albericoi Velazco, 2005, ist die größte Art mit einem sehr stark ausgeprägten und schneeweißen Streifen im Gesicht, die am Osthang der Anden in Bolivien, Peru und Ecuador - vielleicht auch Südkolumbien  - in Höhen von 1480 bis 2500 m vorkommt.[5]
- Platyrrhinus aurarius, (Handley & Ferris, 1972), mittelgroße Art und endemisch auf dem Guayana-Schild in Höhen von 140 bis 1250 m.[5]
- Platyrrhinus brachycephalus (Rouk & Carter, 1972), kleinere hell- bis mittelbraune Art (~15,5 g) mit auffälligem Dorsalstreifen. Die Art lebt in den Regenwäldern des nördlichen Südamerikas und Amazoniens in Höhenlagen von 175 bis 375 m.[9]
- Platyrrhinus chocoensis Alberico & Velasco, 1991, mittelgroße Art mit zweifarbigen Bauchfell, kommt in Höhen von 35 bis 305 m vom kolumbianischen Departamento del Chocó im Norden bis Nordwestecuador im Süden vor.[5]
- Platyrrhinus dorsalis (Thomas, 1900), mittelgroße Art mit hellbraunen Gesichtsstreifen, kommt am Ost- und Westhang der Anden zwischen Kolumbien und Ecuador in Höhen von 150 bis über 2000 m vor.[6]
- Platyrrhinus helleri (Peters, 1866), kleine äußerst weit verbreitete Art (von Mexiko bis nach Peru, Bolivien, Amazonien im Süden, sowie Trinidad und Tobago,  160–1295 m) mit zweifarbigem Bauchfell.[5]
- Blasse Streifenfruchtfledermaus (Platyrrhinus infuscus (Peters, 1880)), große Art mit behaarter hinterer Flughaut, schwach ausgeprägter Dorsalstreifen; Vorkommen von Kolumbien bis Peru und Bolivien, sowie Nordwest-Brasilien (180–1900 m).[5]
- Platyrrhinus ismaeli Velazco, 2005, mittelgroße Art mit schwach ausgeprägten Dorsal- und Gesichtsstreifen, die Platyrrhinus dorsalis stark ähnelt; sie kommt auf Ost- und Westhang der Anden zwischen Kolumbien und Peru in Höhen von 1230 bis 2950 m vor.[5]
- Platyrrhinus lineatus (É. Geoffroy, 1810), kleine, dunkle Art mit vier undeutlichen braungelben Gesichtsstreifen; Vorkommen von Kolumbien bis Peru, Paraguay, Ostbrasilien und Guyana.[9]
- Platyrrhinus masu Velazco, 2005, mittelgroße Art mit breiten und strahlendweißen Gesichtsstreichen vom Osthang der Anden in Peru und Bolivien in Höhen von 650 bis 3350 m.[5]
- Platyrrhinus matapalensis Velazco, 2005, kleine Art mit hellbraunem Fell; Vorkommen: Westseite der Anden in Ecuador und Peru in Höhen von 54 bis 680 m.[5]
- Platyrrhinus nigellus (Gardner & Carter, 1972), mittelgroße Art mit dunklen Gesichtsstreifen, kommt in den Andes von Venezuela und Colombia, bis nach Peru und Bolivien in Höhen von 620 bis 2757 m vor.[5]
- Platyrrhinus nitelinea Velazco Gardner 2009, größere schwarzfellige Art mit ausgeprägten Streifen, heimischen in Westkolumbien und Westecuador.[6]
- Platyrrhinus recifinus (Thomas, 1901),  Platyrrhinus lineatus sehr stark ähnelnde, jedoch etwas größere Art, sie ist endemisch im brasilianischen Mata Atlântica,[4] jedoch im Gegensatz der meisten Endemiten des Waldes nicht bedroht.[8]
- Platyrrhinus umbratus (Lyon, 1902) mittelgroße Art, die in Höhen von 250 bis über 2000 m in Kolumbien und Nordvenezuela vorkommt.[6]
- Platyrrhinus vittatus (Peters, 1860), große Art mit breiten und leuchtendweißen Gesichtsstreifen, die in Costa Rica, Panama, West- und Nordkolumbien und Nord-Venezuela in Höhe von 640 bis 1400 m lebt.[5]